# シネマノヴェチェント
シネマノヴェチェントは、神奈川県横浜市西区に所在するミニシアターである。

## 概要

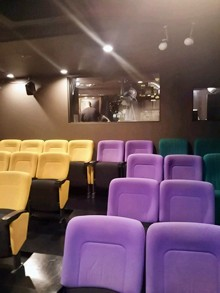
シネマノヴェチェント客席

2003年から2013年11月まで川崎市麻生区でバーを併設したミニシアター「シネマバー・ザ・グリソムギャング」を開業した箕輪克彦が2015年2月に現在地で開業。フィルム素材の作品は映写機による上映を行う。1スクリーンで、通常興行は自由定員制・各回入替制。
座席は閉館した吉祥寺バウスシアターのシネマシートを譲り受け使用している。

## 特徴
ミニシアター・インディペンデント映画の新作、メジャー配給の特撮映画や洋画など名画作品、旧作のテレビアニメーション・アニメーション映画など箕輪の企画による幅広いプログラム編成を行っている。
イギリス映画「ファイナル・オプション」「恐るべき相互殺人」の日本配給権を獲得し、自社配給作品として上映した。邦画では「オン・ザ・ロード」（和泉聖治監督）をニュープリントし、35ミリフィルムのリバイバル上映をしている。
上映後のトークショーなどのイベントが盛んで、特別興行では作品に関係する映画監督や出演者をゲストに囲んだ懇親会が併設のトラットリアで実施されている。
期間限定の35mm映写技師体験講座がおこなわれている。

## 設備
- 収容人数 ： 28名（シネマシート）＋3名（エクストラシート）
- スクリーン ： Stewart ULTRAMATTE200
  - スクリーンサイズ ： シネマスコープ2,868×1,200mm / ビスタサイズ2,310×1,250mm / スタンダードサイズ1,770×1,300mm
- 映写 ： 35ミリフィルム映写機CINEMECCANICA;V5-B-4000m / 16ミルフィルム映写機ELMO;LX-2200 / 8ミリフィルム映写機ELMO;ST-600 / ブルーレイディスクプレーヤー / 液晶プロジェクター
- 字幕 ： ホワイトラインJS01システム
- 音響 ： SRD5.1Channnel対応サウンドシステム
  - スピーカー ： JBLサラウンド用スピーカー（6台）/JBLフロント用スピーカー（2台）/BLサブウーファー（1台）
  - イベント用 ： 有線マイク（3本）/8チャンネルミキサー（1台）/アンプ内蔵スピーカー（1台）[2]

## トラットリア

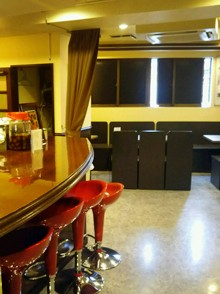
トラットリア ノヴェチェント

着席スタイルで30名、立席スタイルで35名のトラットリア（バー&レストラン）が併設されている。

## 交通アクセス
- 電車
  - 京浜急行電鉄本線「戸部駅」より徒歩約10分
  - 相模鉄道本線「西横浜駅」より徒歩約10分
  - 横浜市営地下鉄ブルーライン「高島町駅」より徒歩約15分
- バス
  - 横浜市営バス
  - 「西前町バス停」1番のりば、2番のりば、292系統
  - 「藤棚バス停」68系統、102系統
  - 「西区総合庁舎入口バス停」9系統、102系統、106系統
  - 「御所山バス停」103系統、292系統
- 駐車場：無し
- 住所：〒220-0051 神奈川県横浜市西区中央2-1-8 岩崎ビル2F[2]

## 前身
- 前身：ザ・グリソムギャング[4][7]

## 館名由来
- 館名の由来：ノヴェチェントは、イタリア語で、20世紀 を意味する。映画にとって20世紀はフィルムの時代であり、館名としたと推察される。また、ノヴェチェント(Novecento)は、ベルナルド・ベルトルッチ監督作品「1900年」の原題である。[7]

## 沿革
- 2015年（平成27年）
  - 2月7日 シネマノヴェチェント開館[4]